# Medalla de huelga de hambre
La medalla de huelga de hambre (en inglés Hunger Strike Medal) fue una medalla de plata otorgada por la dirección de la Unión Social y Política de las Mujeres (WSPU) a las presas sufragistas que habían iniciado una huelga de hambre por no ser reconocidas como presas políticas mientras cumplían condenas en las cárceles del Reino Unido. Muchas mujeres fueron alimentadas a la fuerza.

## Historia
La WSPU otorgó una variedad de medallas de estilo militar para elevar la moral y fomentar la lealtad y el compromiso continuos con la causa. Las medallas de la huelga de hambre fueron entregadas por primera vez por el liderazgo de la WSPU en una ceremonia a principios de agosto de 1909 a las mujeres que habían hecho una huelga de hambre mientras cumplían una sentencia en la prisión de Holloway por algún acto de militancia relacionado con la campaña por el sufragio femenino, como romper cristaleras de escaparates. Más tarde, las medallas se entregarían en desayunos con motivo de la liberación de una mujer de la cárcel. 

## Descripción

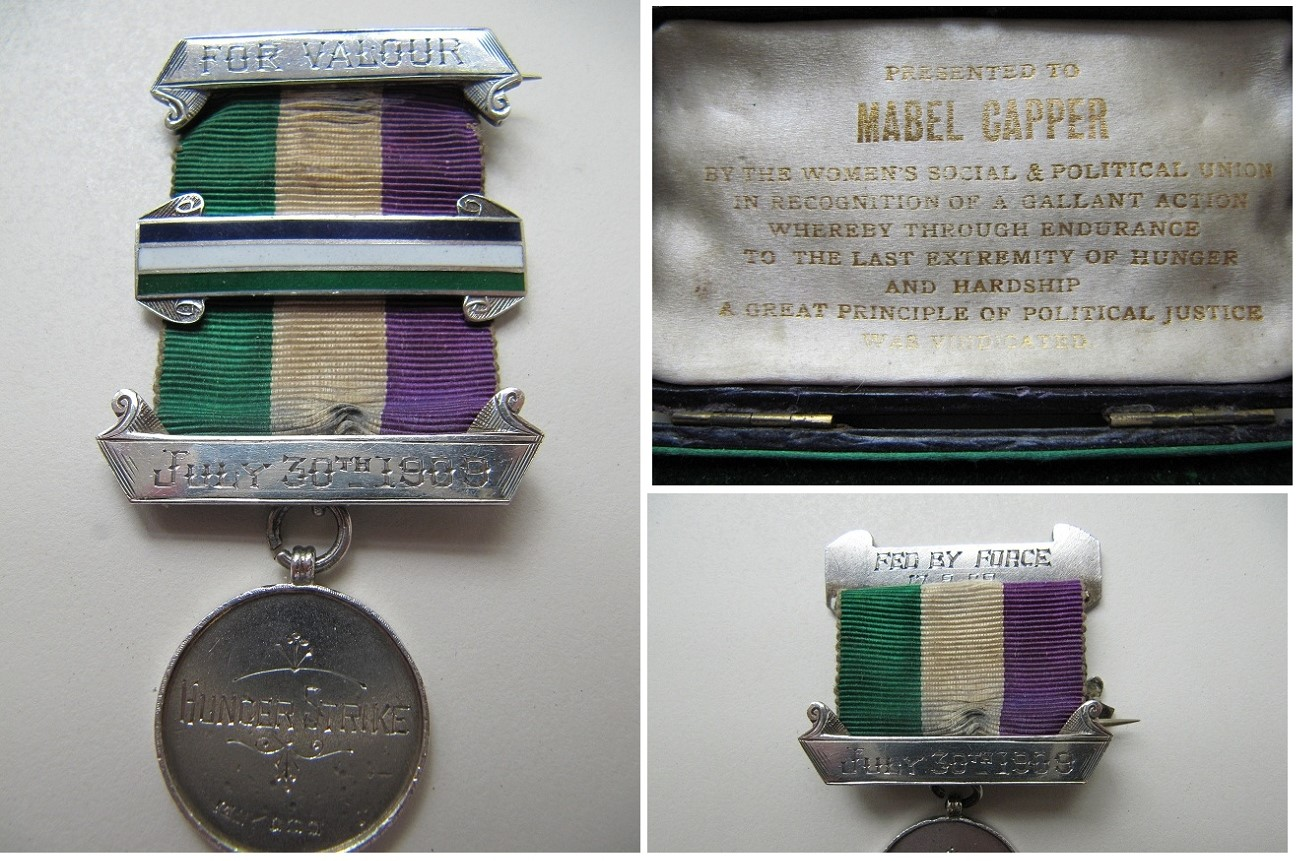
Medalla en su estuche de presentación con barra de plata por huelga de hambre y barra de esmalte por alimentación forzada otorgada por la WSPU a Mabel Capper

Las medallas de plata redondas cuelgan de un trozo de cinta de colores violeta, blanco y verde, característicos de la WSPU, de una barra de alfiler plateada grabada con la frase "FOR VALOUR" (al valor), a imitación de la inscripción de la Cruz Victoria. El anverso de la medalla tiene la inscripción "HUNGER STRIKE" (huelga de hambre), mientras que en el reverso está grabado el nombre del destinatario. Las barras de plata de la medalla se otorgaron por períodos de huelga de hambre y están grabadas en el reverso con la fecha en que la destinataria fue arrestada y provocó una huelga de hambre. Las barras esmaltadas de color púrpura, blanco y verde otorgadas por alimentación forzada están grabadas de manera similar en el reverso; la barra de medallas de la escultora Edith Downing está grabada con 'Fed by Force 1/3/12', la fecha en que fue encarcelada, lo que posteriormente la llevó a su huelga de hambre y alimentación forzada. Se otorgaron alrededor de 100 medallas y podrían emitirse con más de una barra que represente múltiples huelgas de hambre o alimentación forzada.
Cada medalla de huelga de hambre se presentó en una caja violeta con un forro de terciopelo verde. Se colocó un trozo de seda blanca dentro de la tapa, que estaba impresa en oro con la dedicatoria: 

‘Presented to [name] by the Women’s Social and Political Union in recognition of a gallant action, whereby through endurance to the last extremity of hunger and hardship a great principle of political justice was vindicated’
Presentado a [nombre] por la Unión Social y Política de las Mujeres en reconocimiento a una acción valiente, mediante la cual a través de la resistencia hasta el último extremo del hambre y las dificultades se reivindicó un gran principio de justicia política.

Las medallas fueron hechas por Toye & Co. y su fabricación costó a la WSPU £1,00 cada una.

## Medallas conservadas

Medalla de huelga de hambre de Charlotte Blacklock, colección del Museo de la Democracia Australiana

El Museo de Londres tiene la medalla otorgada a la líder sufragista Emmeline Pankhurst, quien se declaró en huelga de hambre durante una sentencia de prisión de dos meses en 1912 por arrojar una piedra a una ventana del número 10 de Downing Street .
Una medalla encontrada en un cajón otorgado a la sufragista Elsie Wolff Van Sandau, que fue arrestada por romper una ventana en Covent Garden el 4 de marzo de 1912 y que inició una huelga de hambre en la cárcel, se vendió en una subasta en 2019 por £12,500. Una medalla perteneciente a la sufragista Selina Martin, subastada en Nottingham en 2019, que se esperaba que alcance 15.000 libras esterlinas fue comprada por la Galería Nacional de Victoria, Australia, por 27.000 libras esterlinas.
El Museo de Nueva Zelanda Te Papa Tongarewa compró la medalla Frances Parker en 2016. El Museo de la Democracia Australiana tiene la medalla otorgada a Charlotte Blacklock . La medalla otorgada a Kate Williams Evans se vendió en una subasta en 2018 y obtuvo £48,640. Ahora se encuentra en el Museo Nacional de Gales .

## Destinatarias de medallas
- Mary Ann Aldham[12]
- Janie Allan
- Doreen Allen
- Mary Sophia Allen
- Laura Ainsworth
- Violet Aitken
- Gertrude Ansell
- Helen Archdale
- Sarah Jane Baines
- Ellen Barnswell
- Edith Marian Begbie
- Sarah Benett[13]
- Rosa May Billinghurst
- Charlotte Blacklock[14]
- Violet Bland
- Janet Boyd
- Constance Bryer
- Amy Bull
- Lady Constance Bulwer-Lytton
- Evaline Hilda Burkitt
- Lucy Burns
- Leila Gertrude Garcias de Cádiz
- Rosalind Garcias de Cádiz
- Kate E. Teresa Cardro
- Mabel Capper
- Eileen Mary Casey
- Joan Cather[15]
- Georgina Fanny Cheffins
- Mary Jane Clarke
- Lila Clunas
- Leonora Cohen
- Meg Connery
- Catherine Corbett
- Margaret Cousins
- Helen Crawfurd
- Louie Cullen
- Alice Davies[16]
- Emily Davison
- Violet Mary Doudney[17]
- Lillian Dove-Willcox
- Caroline Lowder Downing[18]
- Edith Downing
- Flora Drummond
- Elsie Duval
- Maude Edwards
- Norah Elam
- Zelie Emerson
- Dorothy Evans
- Kate Williams Evans[19][20]
- Caprina Fahey[21]
- Lettice Floyd
- Theresa Garnett
- Katharine Gatty
- Ellison Scotland Gibb[22]
- Margaret Skirving Gibb[22]
- Clara Giveen
- Frances Gordon
- Joan Lavender Bailie Guthrie
- Florence Haig
- Margaret Haig Thomas
- Nellie Hall
- Alice Hawkins
- Elsie Howey
- Edith Hudson
- Maud Joachim
- Ellen Isabel Jones
- May R. Jones
- Annie Kenney
- Kitty Kenney
- Alice Stewart Ker
- Clara Lambert[23]
- Mary Leigh
- Laura Geraldine Lennox
- Lilian Lenton
- Anna Lewis[24]
- Florence Macfarlane
- Margaret Macfarlane
- Helen MacRae
- Grace Marcon[25]
- Kitty Marion
- Charlotte Marsh
- Selina Martin
- Rosamund Massy
- Frances McPhun
- Margaret McPhun
- Lillian Metge[26]
- Hannah Mitchell
- Ethel Moorhead
- Edith New
- Adela Pankhurst
- Emmeline Pankhurst
- Sylvia Pankhurst
- Frances Parker[27]
- Alice Paul
- Pleasance Pendred[28]
- Mary Phillips
- Ellen Pitfield
- Isabella Potbury
- Mary Richardson
- Edith Rigby
- Rona Robinson
- Grace Roe
- Margaret Rowlatt
- Bertha Ryland[29]
- Myra Sadd Brown
- Beatrice Sanders
- Arabella Scott
- Genie Sheppard[30]
- Alice Maud Shipley
- Jane Short
- Dorothea Chalmers Smith
- Helen Margaret Spanton
- Dora Spong
- Florence Spong
- Janie Terrero[31]
- Margaret Thomas
- Elizabeth Thomson
- Catherine Tolson
- Helen Tolson
- Minnie Turner
- Leonora Tyson

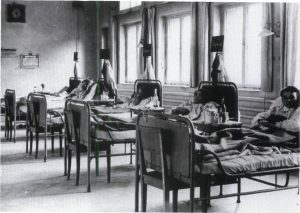
Sufragistas en huelga de hambre en 1909 - foto de Elin Wagner

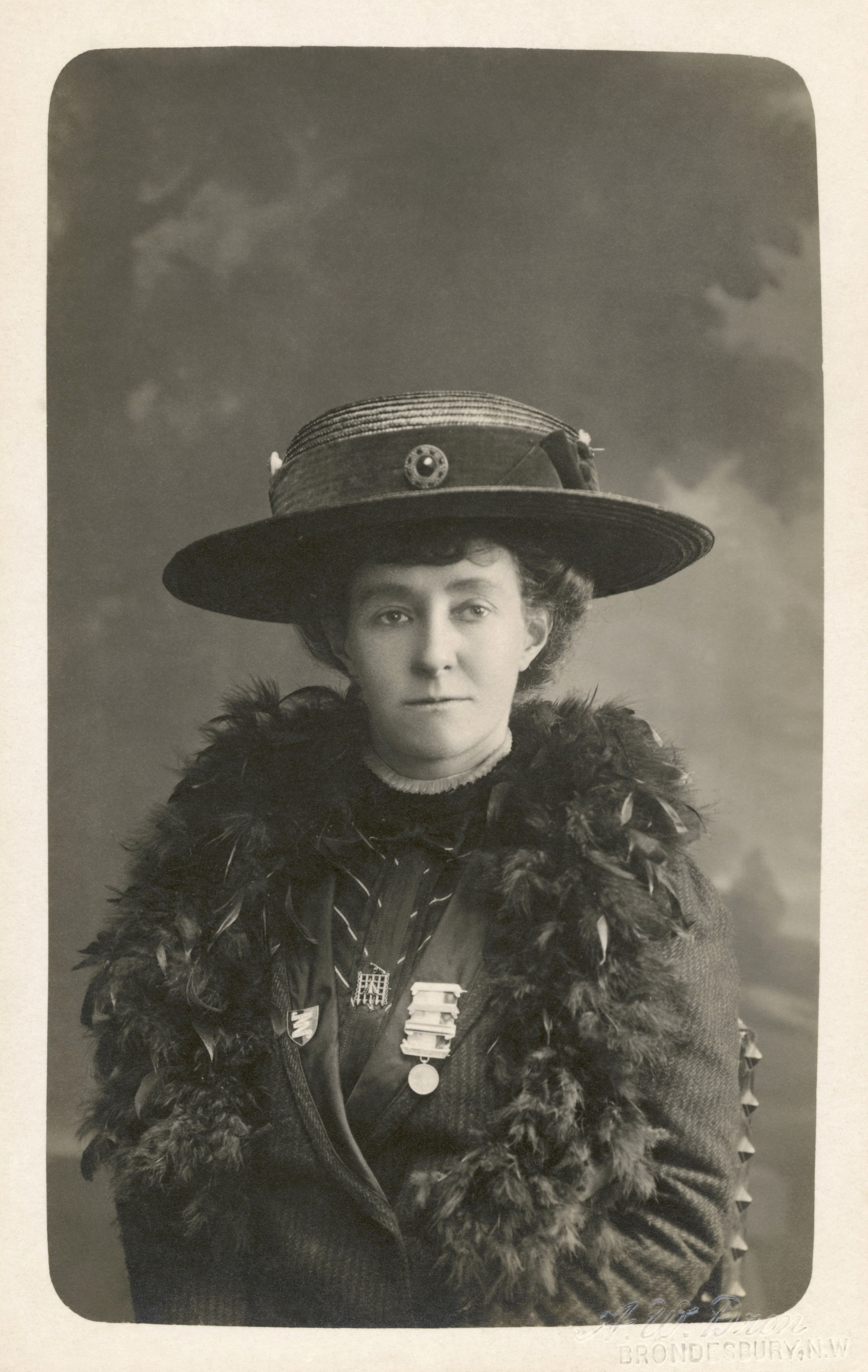
Emily Davison con su medalla de huelga de hambre y el broche Holloway c. 1910-1912

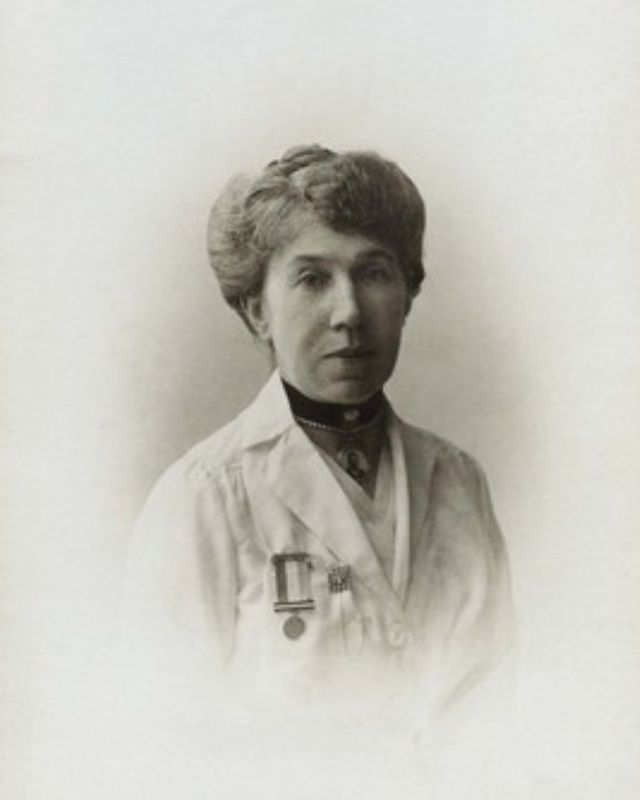
Janie Terrero luciendo su medalla de huelga de hambre y su broche Holloway c1912

- Elsie and Mathilde Wolff Van Sandau
- Marion Wallace Dunlop
- Olive Grace Walton
- Helen Kirkpatrick Watts
- Vera Wentworth
- Olive Wharry
- Gertrude Wilkinson[32]
- Annie Williams
- Frances Williams[33]
- Sarah Winstedt
- Laetitia Withall[34]
- Patricia Woodlock
- Ada Wright